# Varda
Вардануш Сосівна Мартиросян (псевдоніми Varda, Варда, Чорний Ангел; нар.. 3 березня 1985, Кривий Ріг, Українська РСР) — українська російськомовна  співачка, акторка і танцюристка вірменського походження.

## Життєпис
Вардануш Мартиросян народилася 3 березня 1985 року в Кривому Розі шостою в багатодітній родині. Батько, вірменин, був інженером, а мати, марійка за національністю — швачкою. Названа давнім вірменським ім'ям Вардануш на честь бабусі (батькової матері). Мати, майстриня спорту з акробатики, віддала 7-річну доньку в циркову студію «Арена». Пізніше Вардануш почала співати в ансамблі «Срібний дзвіночок», грати в театральній студії «Арлекін» .
Здобула дві вищі освіти: режисерка естради і масових свят (в Київському національному університеті культури і мистецтв) і менеджерка фізичного виховання, тренерка.

## Кар'єра
За десятирічну кар'єру у танцях на пілоні Варда зуміла стати першою і завоювати найпрестижніші титули по всьому світу (виступала під сценічним псевдонімом Чорний Ангел):
- Перша чемпіонка України зі стриптизу 2003—2004 років (телеканал СТБ)
- Переможниця міжнародного конкурсу «Золотий пілон» в 2005 році (Кишинів, Молдова)[3]
- Найкраща танцюристка Москви Pole Dance Competition в 2009 році в SOHO ROOMS[4] .
- Міс Pole-dance Russia в 2009 році (World Pole Dance Federation, Москва)[5] .
- Фіналістка чемпіонату світу з танців на жердині в 2009 році (Амстердам, Нідерланди)[6].

У 2012 році Варда запатентувала техніку танцю на горизонтальному пілоні. Виконати екстремальний номер допомагають двоє асистентів, що тримають пілон в руках і переміщають його периметром сцени. Варда виконує па на пілоні і, не використовуючи рук, висить вниз головою.

### Музика
Сергій Звєрєв запропонував співачці VARDA записати спільний дует на пісню «Люди-ангелы», і в лютому 2011 року артисти випускають відеокліп [Архівовано 10 квітня 2022 у Wayback Machine.], а потім знімаються для обкладинки чоловічого журналу XXL. Скандальна фотосесія стала претенденткою на найкращу фотосесію року журналу XXL Росії і України.
Наступним етапом творчості стає співпраця з Віталієм Козловським. У дуеті записано перший кліп «Не оставляй меня» російською та вірменською. Відео презентували в Україні та у Вірменії. У 2012 році дует записав ще один спільний літній танцювальний трек «Потанцуй» та відеокліп до нього. Цього разу Варда виступила не тільки як виконавиця, а й як авторка-композиторка слів і музики .
У 2012 році VARDA стала учасницею великого міжнародного музичного проєкту. Співпраця об'єднала артистів з вірменським корінням, які проживають в Росії, Україні, Вірменії, США та інших країнах світу. Разом з Дмитром Харатьяном, Зарою, Олексієм Чумаковим, Євою Рівас записала патріотичну пісню «Армения» і зняла на неї відеокліп. З України VARDA стала єдиною запрошеною артисткою, причетною до проєкту, що має велике значення для вірменської нації. Після цього VARDA працювала над випуском першого сольного альбому «Следуй за мечтой».
У жовтні 2013 року Варда зняла перший сольний відеокліп на пісню «Я тебе не верю», де постала в образі бурлеск-діви, наслідуючи Діту фон Тіз.

### Мода
Варда випустила ексклюзивну колекцію одягу VARDA™. У виробах бренду VARDA знімаються у фільмах і з'являються на обкладинках Ганна Седокова, Лера Кудрявцева, Ольга Бузова, Наталія Рудова.
Вардануш Мартиросян 20 червня 2013 року взяла участь у проєкті «Make-art» у Києві. Візажисти і стилісти перетворили ведучих Соломію Вітвіцьку та Анатолія Анатоліча, співачок Varda, Аліну Гросу та Alloise на Моніку Белуччі, Джонні Деппа, Софі Лорен, Анджеліну Джолі і Бейонсе.

### Сингли
- VARDA & Віталій Козловський — Потанцуй;
- VARDA & Віталій Козловський — Մի թողնիր ինձ մենակ;
- VARDA & Віталій Козловський — Не оставляй меня;
- VARDA & Zverev — Люди-ангелы;
- VARDA — Без грима;
- VARDA — Танец без продолжения;
- VARDA — Сбросив всё;
- VARDA — Следуй за мечтой;
- VARDA & Mihran Tsarukyan — Люби меня всегда.

### Відеокліпи
- " Люди-Ангели [Архівовано 17 квітня 2016 у Wayback Machine.] "
- " Скинувши все [Архівовано 26 вересня 2016 у Wayback Machine.] "
- " Потанцуй "
- " Не залишай мене "
- " Մի թողնիր ինձ մենակ " (вірменська версія пісні «Не залишай мене»)
- Анна Седокова «Вселенная»

### Виступи
- Pole Dance Competition [Архівовано 11 жовтня 2016 у Wayback Machine.]